# إدموند مورتيمر
إدموند مورتيمر (بالإنجليزية: Edmund Mortimer) هو مخرج وممثل أمريكي، ولد في 21 أغسطس 1874 بنيويورك في الولايات المتحدة، وتوفي في 21 مايو 1944 بلوس أنجلوس في الولايات المتحدة.

## أعمال

### أفلام
- (1931) أروسميث
- (1935) لحن برودواي لعام 1936
- (1936) السيد ديدز يذهب إلى المدينة
- (1936) ثلاث فتيات ذكيات
- (1937) الحقيقة البشعة
- (1938) كنتاكي
- (1940) المراسل الأجنبي
- (1941) دكتور جيكل ومستر هايد
- (1943) البيت المجنون
- (1943) المرأة العنكبوت

## وصلات خارجية
- إدموند مورتيمر على موقع IMDb (الإنجليزية)
- إدموند مورتيمر على موقع أول موفي (الإنجليزية)
- إدموند مورتيمر على موقع قاعدة بيانات الأفلام السويدية (السويدية)
- إدموند مورتيمر على موقع قاعدة بيانات الفيلم (الإنجليزية)
- إدموند مورتيمر على موقع كينوبويسك (الروسية)